# تشل ديرة الكبيرة (للر وكتك)
تشل ديرة الكبيرة (بالفارسية: چال دیره بزرگ) هي منطقة سكنية تقع في إيران في قسم للر وكتك الريفي. يقدر عدد سكانها بـ 152 نسمة بحسب إحصاء 2016.